# Powiat świebodziński
Powiat świebodziński – powiat w Polsce (województwo lubuskie), utworzony w 1999 roku w ramach reformy administracyjnej. Jego siedzibą jest miasto Świebodzin. Powiat położony jest w następujących regionach fizycznogeograficznych: Pojezierze Łagowskie, Równina Torzymska. Na obszarze powiatu znajduje się Łagowski Park Krajobrazowy oraz pozostałości po II wojnie światowej w postaci południowej części Międzyrzeckiego Rejonu Umocnionego. Bezrobocie w powiecie wynosi: 5,4% (2017).
W skład powiatu wchodzą:
- gminy miejsko-wiejskie: Świebodzin, Zbąszynek
- gminy wiejskie: Lubrza, Łagów, Skąpe, Szczaniec
- miasta: Świebodzin, Zbąszynek

## Demografia
Liczba ludności (dane z 30 czerwca 2005):
|        | Ogółem | Ogółem | Kobiety | Kobiety | Mężczyźni | Mężczyźni |
| osób   | %      | osób   | %       | osób    | %         |           |
| ------ | ------ | ------ | ------- | ------- | --------- | --------- |
| Ogółem | 56 165 | 100    | 28 785  | 51,25   | 27 380    | 48,75     |
| Miasto | 26 869 | 47,84  | 14 020  | 24,96   | 12 849    | 22,88     |
| Wieś   | 29 296 | 52,16  | 14 765  | 26,29   | 14 531    | 25,87     |

▶Wieś vs ▶miasto
Ogółem (▶k, ▶m)
Miasto (▶k, ▶m)
Wieś (▶k, ▶m)

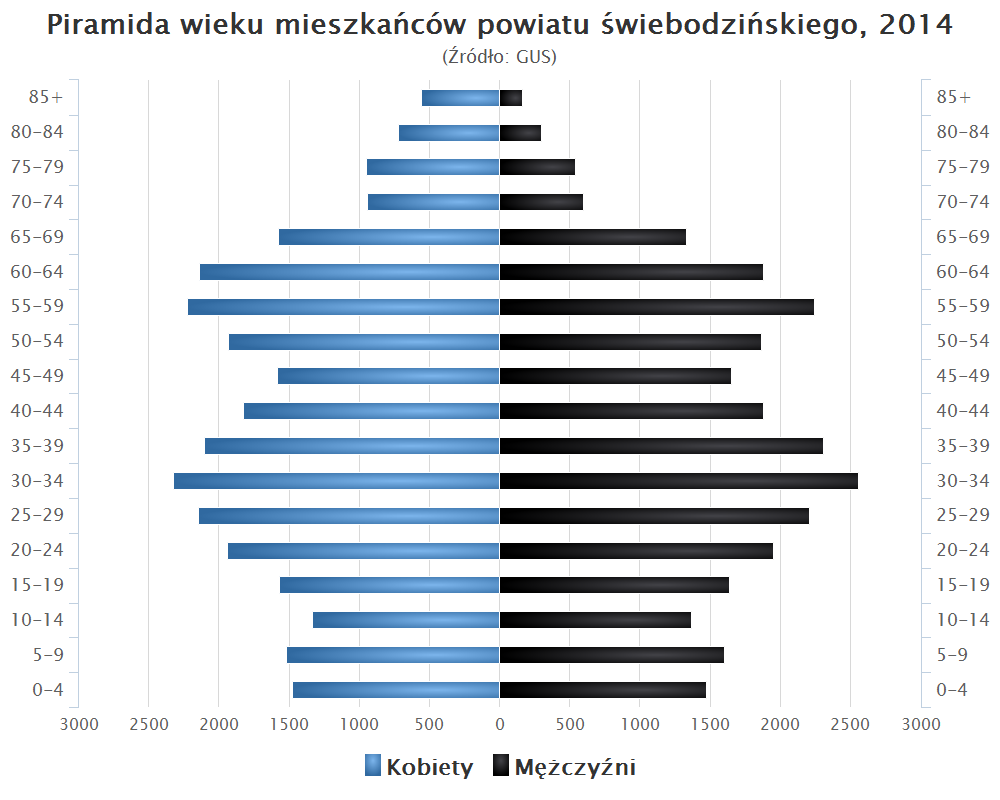
Piramida wieku mieszkańców powiatu świebodzińskiego w 2014 roku

Według danych z 31 grudnia 2019 roku powiat zamieszkiwało 55 790 osób. Natomiast według danych z 30 czerwca 2020 roku powiat zamieszkiwało 55 678 osób.

## Transport
- Linie kolejowe
  - 3 – Berlin – Poznań Gł. – Warszawa Centralna
  - 358 i 367 – Gorzów Wielkopolski – Zbąszynek – Zielona Góra
  - 375 – Międzyrzecz – Toporów (częściowo zamknięta)
  - 384 – Świebodzin – Sulechów (zamknięta)
- Drogi
  - Krajowe:
    - Autostrada A2 – Berlin – Granica Państwa (PL – D) – Świecko – Poznań – Konin – Warszawa
    - Droga ekspresowa S3 – Szczecin – Gorzów Wielkopolski – Zielona Góra
    - Droga krajowa nr 92 – Rzepin – Poznań – Konin – Warszawa

  - Wojewódzkie:
    - 276 – Świebodzin – Chociule – Radoszyn – Skąpe – Przetocznica – Krosno Odrzańskie
    - 277 – Skąpe – Pałck – Sulechów
    - 303 – Świebodzin – Smardzewo – Babimost – Powodowo
    - 302 – Smardzewo – Brudzewo – Kręcko – Kosieczyn – Chlastawa – Zbąszyń

## Starostowie świebodzińscy
Na podstawie źródła:
- Grzegorz Michał Tomys (17 listopada 1998 – 18 listopada 2002)
- Ryszard Szafiński (18 listopada 2002 – 27 listopada 2006)
- Zbigniew Jan Szumski (27 listopada 2006 – nadal)

## Sąsiednie powiaty
- powiat zielonogórski
- powiat krośnieński
- powiat sulęciński
- powiat międzyrzecki
- powiat nowotomyski (wielkopolskie)